# Азов (новоизобретённый корабль)
«Азов» — парусный новоизобретённый корабль Азовской флотилии, а затем Черноморского флота Российской империи, участник русско-турецкой войны 1768—1774 годов.

## Описание судна
Представитель серии новоизобретенных кораблей одноимённого типа, головной корабль серии. Всего в рамках проекта было построено семь двухмачтовых так называемых новоизобретённых кораблей второго рода. Водоизмещение корабля составляло 153 ласт, длина — 31,4—31,5 метра, ширина — 8,5—8,6 метра, а осадка — 2,6 метра. Первоначальное вооружение судна составляли шестнадцать орудий, включавшие по сведениям из различных источников четырнадцать 12- или 14-фунтовых пушек и две 1-пудовые гаубицы, однако при последующей тимберовке вооружение корабля было усилено до 22 орудий, включавших две 3-пудовые мортиры, две 1-пудовые гаубицы, четырнадцать 10-фунтовых и четыре 3-фунтовых пушки. Экипаж судна состоял из 128 человек. Из-за уменьшенной осадки, предназначавшейся для обеспечения возможности преодоления мелководного бара Дона и перехода в Азовское море, как и все новоизобретённые корабли обладал посредственными мореходными качествами и остойчивостью.
Корабль был назван в честь повторного взятия русскими войсками в 1769 году крепости Азов.

## Предпосылки постройки
18 (29) ноября 1768 года правительством Российской империи было принято решение использовать старые «петровские» верфи для строительства кораблей, способных вести боевые действия в Азовском море, реке Дон и её притоках. Корабли были названы «новоизобретёнными», поскольку ни конструкцией, ни размерами не соответствовали строившимся до этого линейным кораблям. Для обеспечения возможности преодоления мелководного бара Дона было принято решение строить корабли с минимально возможной осадкой, однако это не лучшим образом сказалось на мореходных качествах этих судов. Несмотря на большое количество недостатков в конструкции новоизобрётенных кораблей, они продержались в составе флота порядка 15 лет.

## История службы
Корабль «Азов» был заложен на Новопавловской верфи в сентябре 1769 года и после спуска на воду 14 (25) марта 1770 года вошёл в состав Азовской флотилии России. Строительство вёл кораблестроитель в звании корабельного мастера И. И. Афанасьев.
Летом 1770 года совершил переход с верфи в Таганрог, куда прибыл 18 (29) августа.
Принимал участие в русско-турецкой войне 1768—1774 годов. В кампанию 1771 года входил в состав эскадры вице-адмирала А. Н. Сенявина, которая 17 (28) мая покинула Таганрог и вышла крейсерское плавание в Азовское море. 21 июня (2 июля) эскадра пошла на сближение с неприятельским флотом, обнаруженным в Керченском проливе, однако турецкие корабли уклонились от боя и ушли. В августе и сентябре того же года входил в состав отряда капитана 1-го ранга Я. Ф. Сухотина, крейсировавшего в Чёрном море у южных крымских берегов.
В кампанию 1772 года с мая по декабрь в составе отряда находился в крейсерском плавании в Керченском проливе. 8 сентября этого года настиг и захватил турецкое торговое судно, открыв счёт морских призов российского флота на Чёрном море. В кампанию следующего 1773 года в мае возглавлял отряд капитана 1-го ранга Я. Ф. Сухотина, который вышел в крейсерское плавание к кавказским берегам, а 29 мая (9 июня) совместно с кораблём «Новопавловск» обнаружил и уничтожил в устье реки Кубань (Кизилташский лиман) отряд из шести турецких судов. В августе того же года находился в составе отряда капитана 2-го ранга Яна Кинсбергена, который 23 августа (3 сентября) был атакован у Суджук-кале превосходящими силами противника, которые однако после двухчасового боя были вынуждены отступить. 5 (16) сентября также у Суджук-кале, однако уже в составе эскадры вице-адмирала А. Н. Сенявина, принимал участие в атаке на турецкую эскадру, которая не приняв боя ушла в южном направлении.
С апреля по июль 1774 года в составе отрядов выходил в крейсерские плавания к кавказским берегам, а 28 июня (9 июля) находился в составе эскадры вице-адмирала А. Н. Сенявина, которая отражала попытку прорыва в Керченский пролив турецкого флота.
В 1775 году корабль использовался для доставки в Синоп пленных турок. В 1777 году в составе отряда принимал участие в крейсерском плавании. В 1778 году находился в Таганроге на тимберовке. В 1779, 1780 и 1782 годах вновь выходил в крейсерские плавания в Азовское и Чёрное моря в составе отрядов. 2 (13) мая 1783 года в составе эскадры вице-адмирала Ф. А. Клокачёва прибыл в Ахтиарскую бухту, где впоследствии был переведён в состав Черноморского флота.
По окончании службы после 1784 года корабль «Азов» был разобран.

## Командиры корабля
Командирами новоизобретённого корабля «Азов» в разное время служили:
- Ф. Л. Шмаков (1770—1771 годы);
- О. Салтанов (1772 год);
- С. М. Ретюнский (1773—1775 годы);
- В. Ф. Тиздель (1777 год);
- В. А. Коробов (1778 год);
- П. С. Дмитриев (1779—1880 годы);
- Ф. Я. Прокофьев (1783 год).

### Комментарии
1. ↑  В серию также входили новоизобретённые корабли «Модон», «Таганрог», «Морея», «Новопавловск», «Корон» и «Журжа».
2. ↑  103 фута.
3. ↑  28 футов.
4. ↑  8,5 фута
5. ↑  В некоторых источниках в качестве кораблестроителя ошибочно указывается его сын — С. И. Афанасьев.